# Боян Цвєтічанин
Боян Цвєтічанин (словен. Bojan Cvjetićanin; нар. 6 січня 1999, Любляна, Словенія) — словенський співак, актор, автор пісень та лідер інді-рок гурту «Joker Out», який представляв Словенію на Пісенному конкурсі Євробачення 2023 у Ліверпулі, Велика Британія з піснею «Carpe Diem».

## Біографія
Боян Цвєтічанин народився 6 січня 1999 року в Любляні в родині батьків сербського та боснійського походження. Його батьки родом з Боснії та Герцеговини, які переїхали до Словенії під час Югославських воєн 1990-х років.

### Освіта
Цвєтічанин навчався в гімназії Поляни, а в 2023 році закінчив соціологію на факультеті соціальних наук у Любляні.

### Музична кар'єра
Музична кар'єра Бояна почалася у 2010 році, коли він разом із другом заснував гурт «No Name». Пізніше було створено гурт «Apocalypse», до складу якого увійшли Цвєтічанин, басист Мартін Юркович та барабанщик Матіц Ковачич. До них приєдналися гітаристи Рок Молнар і Лука Шкерлеп. Вони виступали в різних школах та гімназіях, поки у 2016 році їхня колективна діяльність не завершилася.
На концерті гурту «Bouržoazija» Боян познайомився з Крісом Гуштіном і Яном Петехом, які разом з ним, Юрковичем та Ковачичем заснували інді-рок гурт «Joker Out».

### Євробачення 2023
У травні 2023 року Боян Цвєтічанин, як лідер гурту «Joker Out», представляв Словенію на Пісенному конкурсі Євробачення 2023 у Ліверпулі, Велика Британія з піснею «Carpe Diem» (лат. лови день).
У фіналі конкурсу, який відбувся 13 травня, гурт виступив під номером 24 та зайняв 21-е місце, отримавши 78 балів — 33 від журі та 45 від глядачів.

## Особисте життя
Його батьки, Бранко та Сніжана, сербського та боснійського походження та лікарі за професією, переїхали до Словенії під час Югославських воєн 1990-х років. У Бояна є сестра Тіяна, яка закінчила юридичний факультет.
Вільно володіє словенською, сербською та англійською мовами.